# Хвороба Гюнтера
Хвороба Гюнтера — одна з форм еритропоетичної порфирії, за якої збільшується утворення порфірину еритроїдними клітинами в кістковому мозку внаслідок недостатності уропорфіроген-III-косинтетази.

## Загальна характеристика
Перші прояви спостерігають на першому році життя, іноді через 4-5 років після народження.

## Етіологія
Хвороба Гюнтера виникає внаслідок мутацій в гені, що кодує фермент уропрофіроген-3-синтетазу (UROS), та що розміщений в 10-й хромосомі (10q25.2-q26.3) людини.

## Патогенез
Поряд з нормальними еритроцитами розвивається патологічний клон, в структурі якого накопичується багато уропорфиріну.

## Клінічні ознаки
Хрящова тканина (носа, вух тощо, а також повік) запалюється та покривається виразками, що призводить до подальшої деформації. Відбувається зараження крові. Тому пацієнт потребує частого переливання крові, адже після контакту з сонячними променями відбувається згущення та зараження. Щоб лікувати хворобу Гюнтера, слід обрати донора кісткового мозку.